# Різанина в Сребрениці
44°06′ пн. ш. 19°18′ сх. д. / 44.1° пн. ш. 19.3° сх. д.

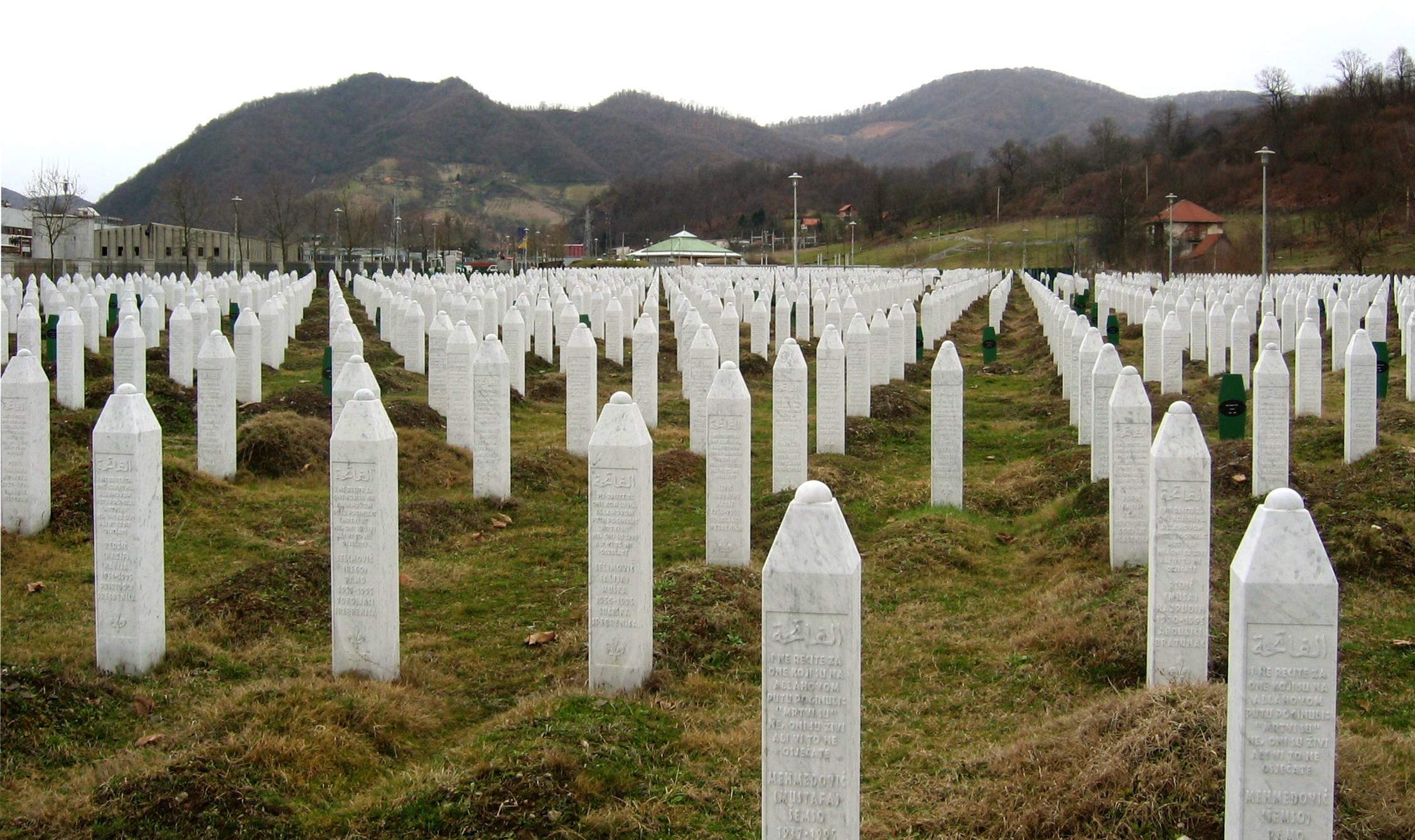
Меморіальне кладовище жертв Сребреницької різанини

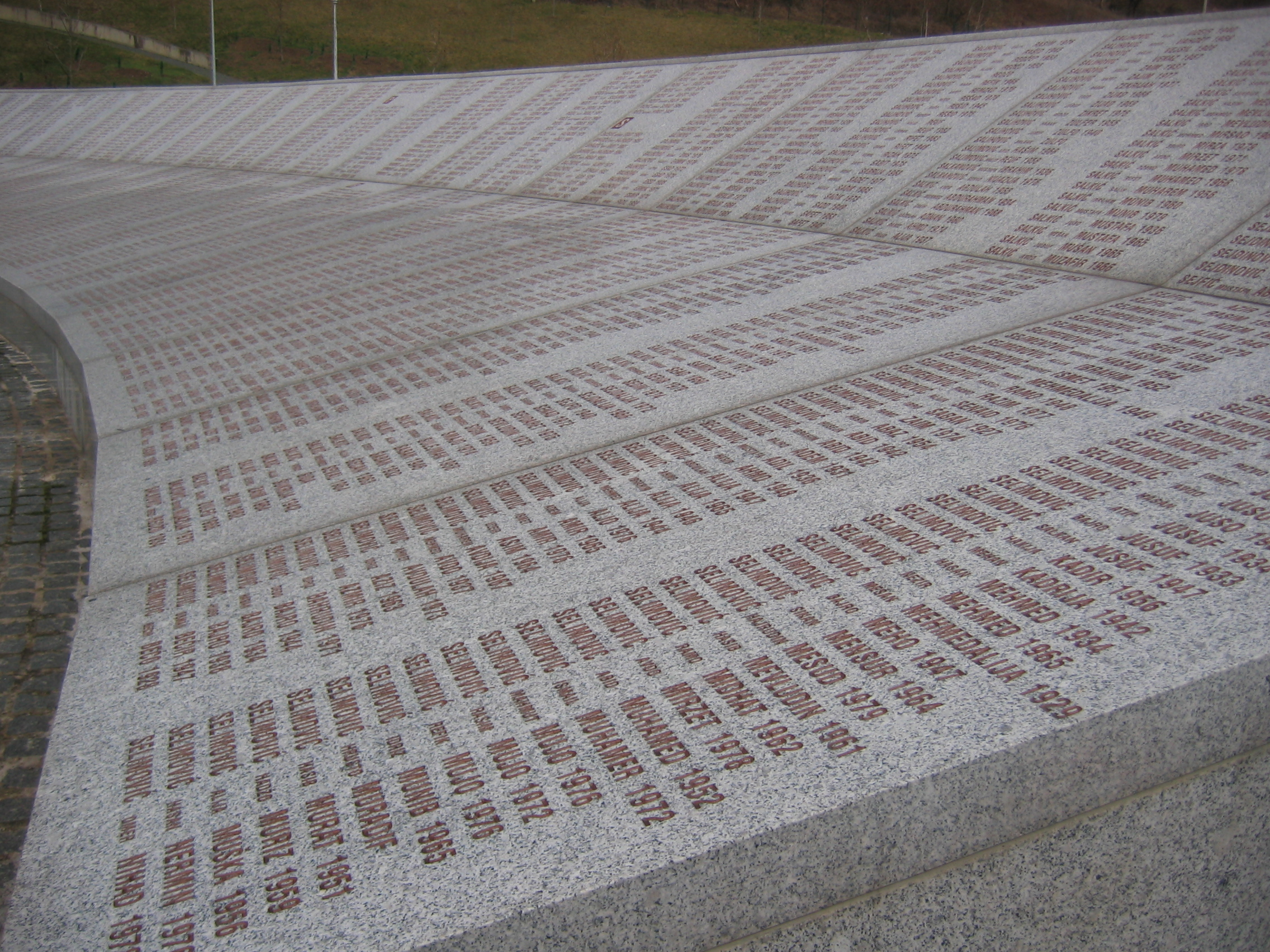
Імена жертв у меморіалі в Поточарах

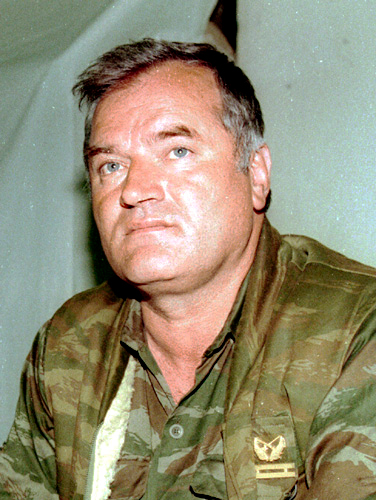
Ратко Младич (1993)

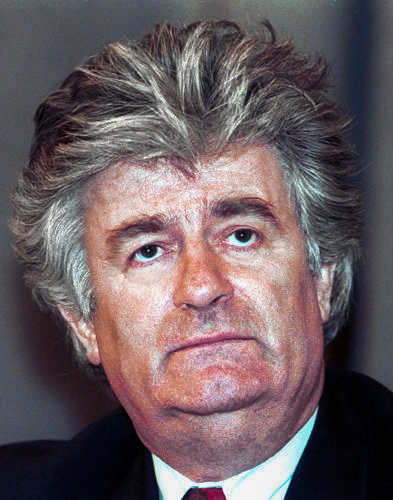
Радован Караджич, 3 березня 1994

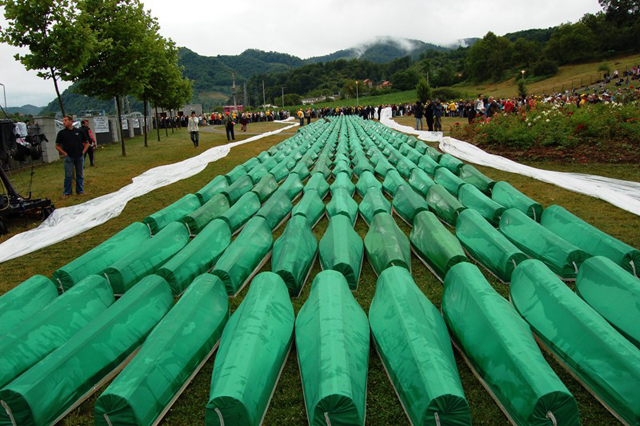
Поховання 465 ідентифікованих жертв різанини 2007 рік

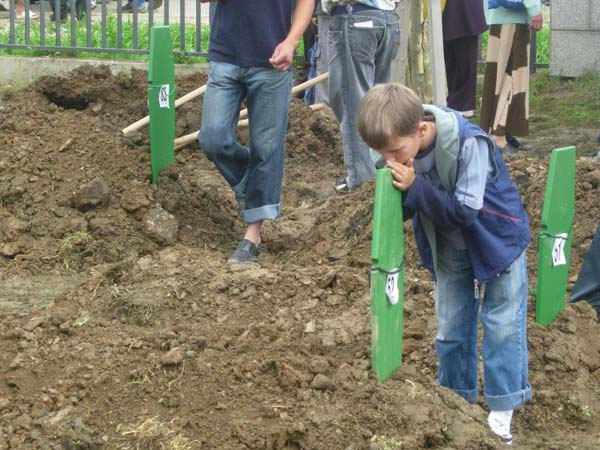
Хлопчик на похороні жертв геноциду, 2006 рік

Різани́на у Сре́брениці (босн. Genocid u Srebrenici, серб. Масакр у Сребреници) — один із наймасштабніших воєнних злочинів у сучасній європейській історії, скоєний у ході Боснійської війни 13—22 липня 1995 року, що полягав у спланованому масовому вбивстві боснійськими сербами близько 8000 боснійських мусульман чоловічої статі віком від 12 до 77 років. Різанину вчинено в районі боснійського міста Сребрениця після його захоплення Військом Республіки Сербської під командуванням генерала Ратка Младича за співучасті воєнізованого формування «Скорпіони» під контролем Міністерства внутрішніх справ Сербії.
Завершені розгляди в міжнародних судах довели, що різанина в Сребрениці не була спонтанним явищем, а наперед спланована й методично втілена. Гаазький трибунал для колишньої Югославії у вироках проти Радислава Кристича, Відоє Благоєвича, Драгана Йокича, Любиші Беари та Вуядина Поповича визнав різанину в Сребрениці геноцидом. Наприкінці лютого 2007 року різанину в Сребрениці визнав геноцидом Міжнародний суд.

## Передісторія

### Бойові дії до квітня 1993
Під час Боснійської війни у східній частині Боснії, де лежить Сребрениця, відбувалися численні бойові зіткнення між підрозділами боснійських сербів та боснійських мусульман (босняків). Військовим підрозділам боснійських сербів із допомогою нерегулярних воєнізованих утворень вдалося на початку 1992 року взяти під свій контроль громаду Сребрениця, майже 75 % населення якої становили боснійські мусульмани, а населення міста — близько 66 %. Контроль боснійських сербів над містом протримався лише кілька тижнів. На початку 1992 року підрозділи босняків під командуванням Насера Орича відбили місто і взяли його під свій контроль.
Навколишні селища залишилися під контролем боснійських сербів, які з новими силами взялися до облоги Сребрениці. Підрозділи босняків розпочали вилазки з міста на навколишні села, які слугували сербам як опорні пункти для облоги міста. До січня 1993 року боснякам вдалося збільшити контрольовану територію навколо Сребрениці до 900 км². Однак їм так і не вдалося зняти облогу. Загони під командуванням Насера Орича скоїли численні злочини проти сербського цивільного населення під час контрнаступів і спроб прорвати оточення. Оцінки кількості жертв у проміжку між 1992 та 1995 роками істотно різняться. Сербські ЗМІ повідомляли про 1000—3000 жертв. За даними Нідерландського інституту документування воєн (NIOD) йдеться про загибель щонайменше 1000 цивільних сербів. Дослідний центр у Сараєві оцінює втрати у 424—446 сербських військових і 119 цивільних сербів.
На початку 1993 боснійсько-сербські військові загони зазнали змін під командуванням Ратка Младича. Успішний наступ звузив контрольовану босняками територію до 150 км² у березні 1993 року. Через інтенсивні бойові дії мусульманське населення почало втікати до міста, населення якого зросло з 6000 осіб (в 1991 році) до 50—60 тисяч. Командир СООН у Боснії, генерал Філіп Морілон, відвідав переповнене біженцями місто 11—13 березня 1993 року. Вже тоді умови для життя у Сребрениці були жахливими: не подавалася питна вода та не було світла, бракувало харчів, ліків, придатних для ночівлі місць. Перед від'їздом Морілон публічно пообіцяв, що ООН захистить мешканців міста, що місто та його мешканців не кинуть напризволяще.
У березні та квітні 1993 року під наглядом УВКБ ООН тисячі босняків евакуювали з міста. З протестом проти цих заходів виступив уряд у Сараєві, оскільки вважав їх сприятливими політиці етнічних чисток на сході Боснії.
13 квітня 1993 року боснійсько-сербські військові повідомили УВКБ ООН, що вони атакуватимуть Сребреницю, якщо босняки не полишать місто через дві доби.

### Створення безпечних зон
У відповідь на загрозливу ситуацію Рада Безпеки ООН ухвалила 16 квітня 1993 року резолюцію № 819. Ця резолюція вимагала від усіх сторін вважати Сребреницю та її околиці безпечною зоною. Також вона вимагала припинити будь-які атаки та «недружні дії» проти безпечної зони. 18 квітня у Сребрениці з'явилися перші 170 солдатів СООН, в основному канадців. РБ ООН підтвердила та посилила статус Сребрениці як безпечної зони в резолюції № 824 (6 травня 1993) та № 836 (4 червня 1993). Остання резолюція дозволила застосування зброї солдатам СООН лише для самозахисту. Перший нідерландський батальйон СООН дістався Сребрениці у березні 1994 року. В липні того ж року йому на заміну прийшов другий батальйон, а в січні 1995 він був замінений третім.
Мандат і озброєння блакитних шоломів залишились обмеженими. Держави, які надали СООН сили для захисту безпечних зон, не бажали застосовувати зброю проти боснійських сербів. Їх непокоїла безпека власних солдатів. Держави, які не мали своїх солдатів на місці, натомість прагнули розширити мандат; вони також пропонували розглянути можливість застосування зброї проти війська Республіки Сербської. Обмежений мандат і легке озброєння солдатів СООН були як у типової місії з підтримання миру, а не примушення сторін конфлікту до миру.
Після створення безпечної зони в Сребрениці встановилася відносна стабільність. Зменшилася кількість та інтенсивність боїв. Проте створення безпечної зони завершити не вдалося. За даними СООН, роззброєння мусульманських загонів в анклаві провалилося. Боснійські мусульмани відмовилися від повного роззброєння. Хоча вони віддали важке озброєння, навіть гелікоптер і декілька мінометів, вони відмовилися здавати легке озброєння. Підрозділи боснійських сербів залишилися на своїх позиціях, із яких вони загрожували безпечній зоні; вони взагалі відмовилися від роззброєння. Боснійські мусульмани дедалі частіше скаржилися на атаки боснійських сербів. Війська Республіки Сербської посилили блокаду, зупиняли відправлені до Сребрениці гуманітарні конвої. Попри відносну стабілізацію стан населення в безпечній зоні залишався критичним.
14 червня 1993 року Генсек ООН Бутрос Бутрос Галі попросив створити миротворчий контингент ООН чисельністю 34 тисячі солдатів для захисту безпечних зон. Через чотири дні РБ ООН розглянула рішення збільшити контингент на 7600 осіб. Збільшення контингенту схвалили влітку 1994 року. Спротив проти збільшення контингенту був пов'язаний із тим, що країни непокоїлися за безпеку власних солдатів та не хотіли брати на себе додаткові витрати.
На початку 1995 року становище біженців і миротворців іще більше погіршилося. Дедалі частіше підрозділи Війська Республіки Сербської блокували гуманітарні конвої для Сребрениці. Від цього страждали не лише біженці, а й миротворці, раціон яких істотно скоротився. Коли представники СООН покинули безпечну зону для спроби домовитися про зняття блокади, боснійсько-сербські військовики заборонили їм повертатися назад. Тому чисельність нідерландських миротворців зменшилася з 600 до 450—400 солдатів.
Таким чином, серед держав не було сильного бажання надсилати своїх військовиків для участі в миротворчій місії. Також ООН і країни-учасники миротворчої місії відкинули можливість завдання повітряних ударів. Лідери ООН побоювалися, що підрозділи боснійських сербів сприймуть повітряні удари НАТО як початок війни ООН проти Війська Республіки Сербської. ООН побоювалось ескалації, з якої буде складно вийти. Для будь-якої миротворчої місії така ситуація була фатальною. Доставка гуманітарної допомоги для цивільного населення також стала неможливою. Рада ООН також була занепокоєна нападами на солдатів СООН, безпека яких була визначальною для представників держав при ухваленні рішення про участь у миротворчому контингенті.
На початку березня 1995 року Радован Караджич видав «Директиву 7». Ця директива передбачала створення військовими заходами нестерпних умов для життя в безпечній зоні. У замкнених у безпечній зоні не повинна була залишитися жодна надія на виживання там. Спроби відкриття гуманітарного коридору для евакуації людей із безпечної зони зазнали невдачі. На початку липня стали помирати перші мешканці в Сребрениці від голоду та знесилення. Починаючи з березня 1995 року, миротворці фіксували підготовку боснійсько-сербських підрозділів до нападів на спостережні пункти ООН по периметру безпечної зони.

### Взяття Сребрениці
У липні 1995 року підрозділи Війська Республіки Сербської (ВРС) і сербських бойовиків вирушили з півдня в напрямку безпечної зони. Наступ сербів на Сребреницю серйозно розпочався 6 липня 1995 р. ВРС зі своїми 2000 солдатами чисельно поступалося оборонцям і не очікувало, що штурм буде легким. У наступні дні п'ять спостережних пунктів UNPROFOR у південній частині анклаву впали один за одним перед лицем загрози просування боснійських сербів. Деякі голландські військовослужбовці після нападу на їхні пости відступили в анклав, команди ж інших спостережних пунктів здалися і були взяті сербами під варту. Водночас оборонні сили боснійців чисельністю 6000 вояків потрапили під шквальний вогонь і їх відтіснили ближче до міста. Як тільки південна ділянка переднього краю захиталася, близько 4 тис. боснійських мешканців шведського житлового комплексу для біженців, що був поблизу, ринулися на північ у Сребреницю. Голландські вояки повідомляли, що серби в наступі займалися «чисткою» осель у південній частині анклаву.

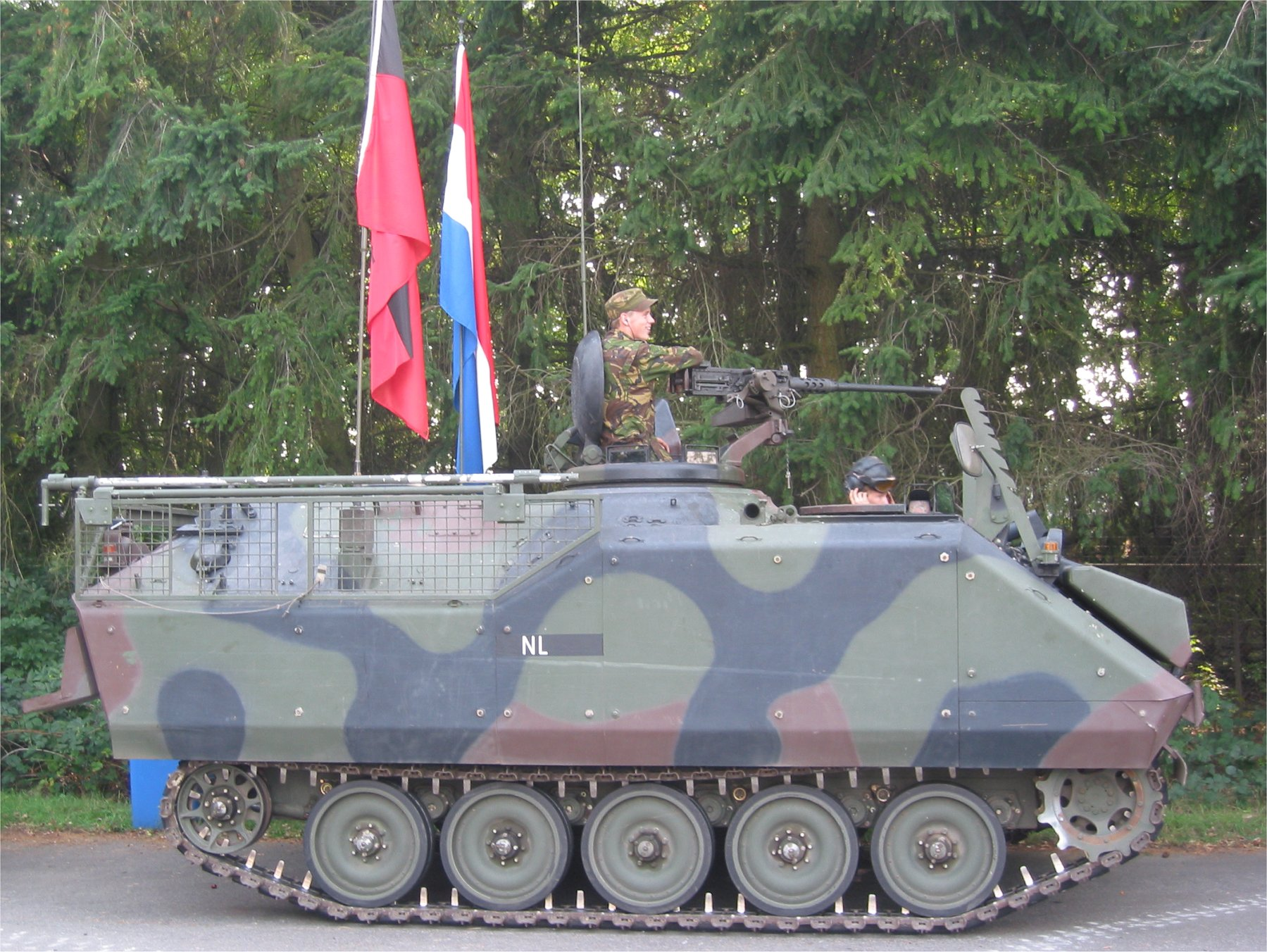
Голландський бронетранспортер YPR-765, який використовувався у Сребрениці

8 липня нідерландський бронетранспортер YPR-765 зазнав обстрілу з боку сербів і відступив. Гурт боснійців, вимагаючи, щоб БТР залишався їх захищати, встановив імпровізовану барикаду на шляху його відступу. Коли бронетранспортер продовжив відхід, один боснійський селянин, який займав позицію на барикаді, кинув по ньому ручну гранату, що призвело до загибелі голландського солдата Равіва ван Ренсена.
9 липня серби перебували всього за кілометр від зони безпеки. На своєму шляху вони майже не зустріли опору підрозділів СООН або боснійських мусульман. Це, а також відсутність будь-якої суттєвої реакції міжнародної спільноти схилило Караджича дати дозвіл півторатисячному Дринському корпусові ВРС увійти до міста.
З огляду на таке раптове погіршення ситуації вранці 10 липня 1995 р., коли натовпи людей, частина яких мала зброю, заповнили вулиці, командир нідерландських миротворців підполковник Томас Карреманс негайно звернувся з проханням про підтримку з повітря силами НАТО для захисту Сребрениці. У другій половині дня 11 липня 1995 р. НАТО розпочало авіаудари по танках ВРС, що наближалися до міста. Два нідерландські літаки завдали бомбового удару по сербському танку та вивели його з ладу. Бомбардувальники НАТО намагалися атакувати артилерійські позиції ВРС за межами міста, але погана видимість змусила НАТО скасувати цю операцію. Тим часом боснійські серби заявили, що у випадку продовження авіаційних ударів вони розстрілюватимуть солдатів СООН. А далі вони прицільно розстрілюватимуть колони біженців. З огляду на ці причини авіаційні удари для зупинки просування підрозділів боснійських сербів до міста більше не завдавалися.
Наприкінці дня 11 липня генерал Младич у супроводі генерала Живановича (тодішнього командувача Дринського корпусу), генерала Крстича (тодішнього заступника командувача і начальника штабу Дринського корпусу) та інших офіцерів ВРС здійснив тріумфальну ходу спустілими вулицями Сребрениці.
Увечері підполковник Карреманс був зазнятий за виголошенням тосту з генералом Младичем під час недолугих переговорів про долю цивільного населення, скупченого в Поточарах.

## Резолюція в ООН

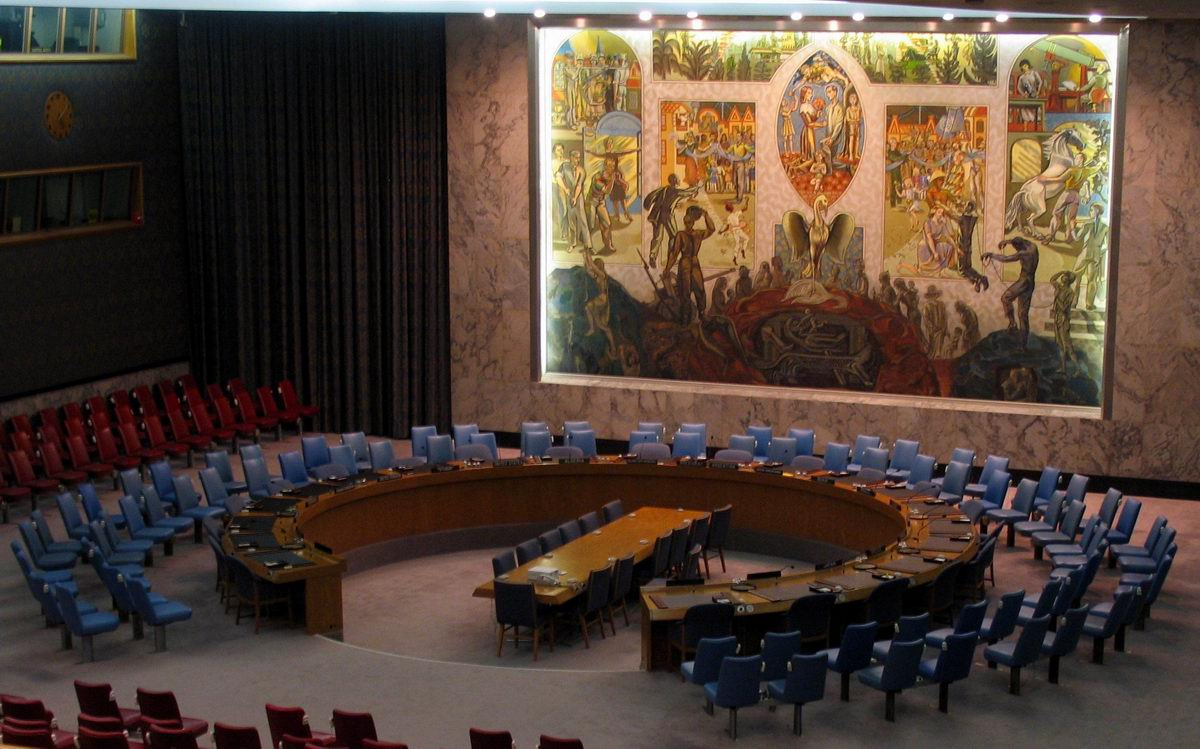
Рада безпеки ООН

Напередодні 20-х роковин трагедії (11 липня 2015) Велика Британія внесла на розгляд Ради Безпеки ООН резолюцію про визнання різанини в Сребрениці геноцидом. На думку авторів проєкту резолюції: «Визнання трагічних подій в Сребрениці як геноциду є необхідною умовою для примирення».
Проєкт резолюції зустріли вороже в Сербії. Боснійські серби зверталися з проханням до Росії накласти вето на ухвалення цієї резолюції. 8 липня 2015 Росія наклала вето на резолюцію. Дії Росії викликали неоднозначну реакцію:
- Постійний представник Росії в ООН Віталій Чуркін висловив думку, що прийняття проєкту резолюції «загострило б ситуацію на Балканах»[19].
- Сербський президент Томислав Николич заявив, що це «великий день для його країни»[19].
- Посол США в ООН Саманта Пауер заявила: «Вето Росії розбило серця членам тих сімей, і це ще одна пляма в історії цієї Ради»[19].
- Представник Великої Британії Пітер Вільсон звинуватив Росію в запереченні фактів, встановлених Міжнародним трибуналом по колишній Югославії. На думку Вільсона: «…не резолюція вносить розкол, а її заперечення. Заперечення [геноциду] — це посмертна образа жертв.»[20]

## Пов'язані події

### Гаазький суд
У червні 2017 Апеляційний суд Гааги постановив, що уряд Нідерландів несе співвідповідальність за вбивство близько 300 мусульман у Сребрениці в 1995 році, яких видали нідерландські миротворці боснійським сербам.